# Brownie McGhee
Walter "Brownie" McGhee (Knoxville (Tennessee), 30 november 1915 - Oakland (Californië), 16 februari 1996) was een Amerikaans folk- en blueszanger en -gitarist. Hij werd bekend door zijn samenwerking met mondharmonicaspeler Sonny Terry.
McGhee werd geboren in Knoxville (Tennessee), en werd als kind getroffen door polio. Als gevolg daarvan had hij problemen met lopen. Reeds als kind besteedde hij veel tijd aan muziek, en zong hij in het Golden Voices Gospel Quartet. Daarnaast leerde hij zichzelf gitaar spelen. Toen hij 22 was trok hij rond als muzikant, en leerde hij Blind Boy Fuller kennen, wiens gitaarspel van grote invloed op hem was (zo groot dat McGhee na de dood van Fuller in 1941 diens naam overnam, en als Blind Boy Fuller II door het leven ging). In die tijd maakte McGhee diverse plaatopnames, maar het grotere succes kwam pas nadat hij in 1942 naar New York ging, waar hij met Sonny Terry ging samenwerken. Samen beleefden zij grote successen, die tot in de vroege jaren zeventig zouden voortduren. Toen de belangstelling voor folkmuziek in de jaren zestig opleefde waren Terry en McGhee geziene gasten bij concerten en festivals.